# Carl Steuernagel (Theologe)
Carl Steuernagel (* 17. Februar 1869 in Hardegsen, Landkreis Northeim; † 14. März 1958 in Greifswald) war ein deutscher evangelischer Theologe und Professor für das Fach Altes Testament zunächst an der Universität Halle, später an der Universität Breslau und der Universität Greifswald.

## Leben

### Elternhaus und Jugend
Carl Steuernagel verlor im Alter von vier Jahren, im Jahr des Gründerkrachs 1873/74, beide Eltern und wuchs bei einem Magdeburger Kaufmann als Pflegekind auf. Sein Vater war Restaurateur (Gastwirt) gewesen. Der junge Steuernagel legte 1887 im Alter von 18 Jahren die Reifeprüfung am Pädagogium des Klosters Unser lieben Frauen zu Magdeburg ab.

### Studium
Steuernagel studierte Theologie und Philologie in Halle (Saale), 1892 bestand er das erste Theologische Examen und trat in das Predigerseminar Wittenberg ein. 1894 wurde er an der Universität Leipzig zum Dr. phil. promoviert, 1895 an der Universität Halle mit der Dissertation Biblisch-theologische Untersuchung über die Entstehung des deuteronomischen Gesetzes zum Dr. theol. Zugleich wurde Steuernagel für das Fach Altes Testament habilitiert. 1896 legte er das zweite theologische Examen ab.

### Berufliche und akademische Laufbahn

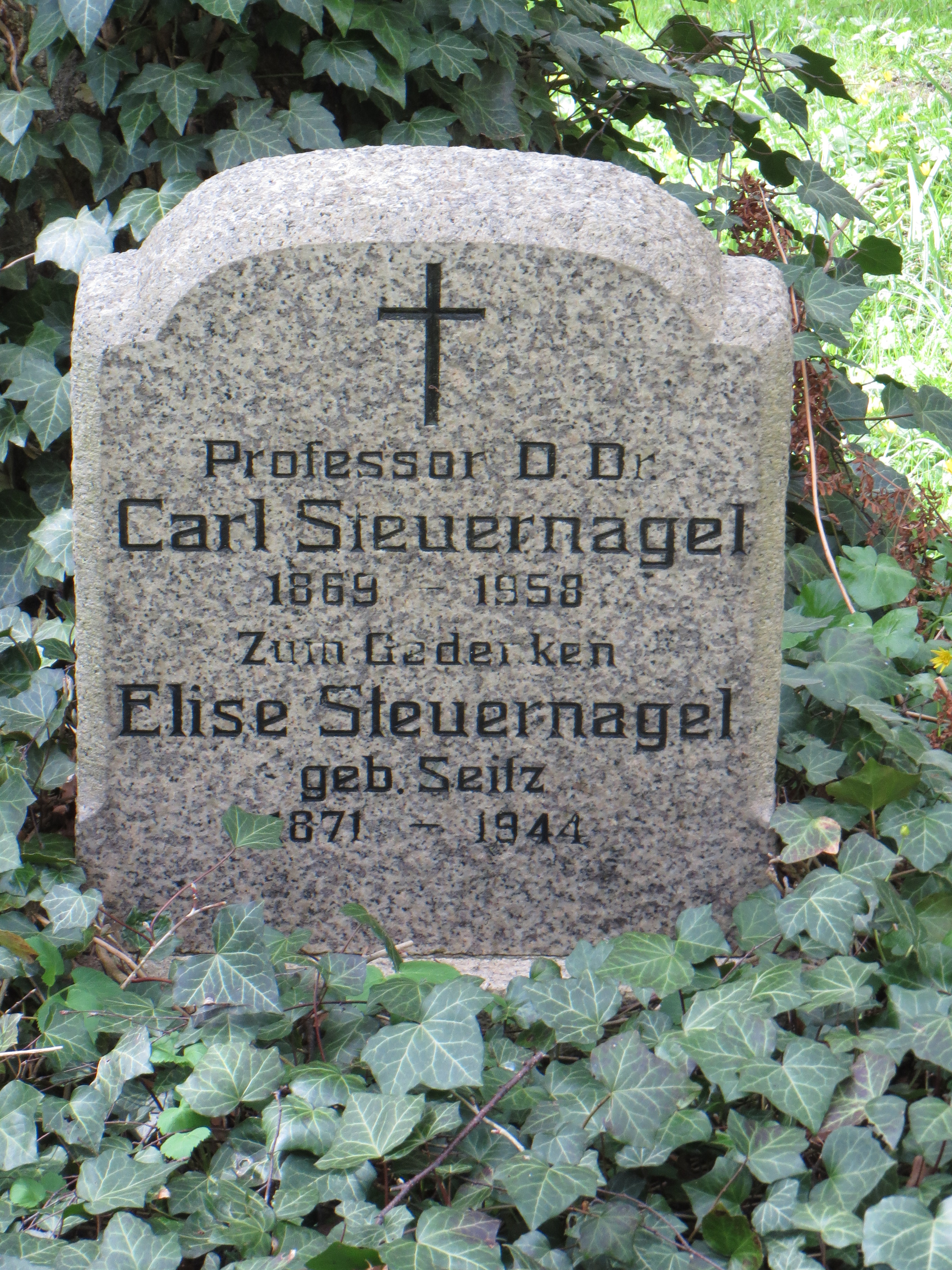
Grabstein auf dem Alten Friedhof Greifswald

1906 erhielt Steuernagel eine Assistentenstelle an der Universität Halle und war für die Betreuung der christlich-archäologischen Sammlung der Universität Halle verantwortlich. 1907 wurde er zum außerordentlichen Professor ernannt. 1912 erhielt Steuernagel ein etatsmäßiges Extraordinariat. 1914 nahm er den Ruf auf ein Ordinariat an der Universität Breslau an, wo er bis zur Emeritierung im Jahr 1935 lehrte. Am Ende des Zweiten Weltkriegs musste er aus Schlesien fliehen und nahm 1946 noch einmal eine Lehrtätigkeit an der Universität Greifswald auf. 1948 wurde er erneut in den Ruhestand versetzt, bot aber darüber hinaus noch Lehrveranstaltungen an.
Er veröffentlichte mehrere Studien zum Alten Testament, u. a. Das Buch Josua (1899). Außerdem verfasste er eine als Lehrbuch gedachte, vielbenutzte Einleitung in das Alte Testament (1912) sowie eine Hebräische Grammatik (1903).

## Veröffentlichungen
- Der Rahmen des Deuteronomiums: literarcritische Untersuchung über seine Zusammensetzung und Entstehung. Wischan & Wettengel, Halle a. S. 1894.
- Das Deuteronomium (= Handkommentar zum Alten Testament 1,3,1). Vandenhoeck & Ruprecht, Göttingen 1898; 21923.
- Übersetzung und Erklärung der Bücher Deuteronomium und Josua und allegemeine Einleitung in den Hexateuch. 1900.
- Die Einwanderung der israelitischen Stämme in Kanaan: historisch-kritische Untersuchungen. Schwetschke, Berlin 1901.
- Biblische Philologie. Schriftenreihe Rudolf Haupt Buchhandlung und Antiquariat, Halle a. d. S. 1904.
- Hebräische Grammatik: mit Paradigmen, Literatur, Übungsstücken und Wörterverzeichnis. Reuther & Reichard [u. a.], 1905 (und weitere Auflagen bis zur 16. Auflage [Nachdr. d. 11., verb. Auflage]. Verlag Enzyklopädie, Leipzig 1971); archive.org.
- Methodische Anleitung zum hebräischen Sprachunterricht: im Anschluß an des Verfassers hebräische Grammatik.Reuther & Reichard [u. a.], Berlin 1905.
- Lehrbuch der Einleitung in das Alte Testament: mit einem Anhang über die Apokryphen und Pseudepigraphen. Unveränd., autoris. Repr. d. Ausg. Tübingen 1912;  archive.org.
- Jahwe und die Vätergötter. Kohlhammer, Stuttgart 1935.
- Der deutsche evangelische Christ und das Alte Testament. Verlag d. Evang. Bundes, Berlin 1935; 3. Auflage 1937.
- Die Strukturlinien der Entwicklung der jüdischen Eschatologie. In: Festschrift Alfred Bertholet zum 80. Geburtstag. Mohr, Tübingen 1950.